# Zinatułła Bułaszew
Zinatułła Gizatowicz Bułaszew (Gizatullin) (ros. Зинатулла Гизатович Булашев (Гизатуллин), ur. 7 kwietnia 1894 we wsi Nowyje Karaszydy w guberni ufijskiej, zm. 11 lipca 1938 w Ufie) – przewodniczący Rady Komisarzy Ludowych Baszkirskiej ASRR (1930-1937).
1911-1914 kształcił się w medresie "Rasulija", potem pracował jako nauczyciel, odbył kursy pedagogiczne. Od 1920 członek RKP(b), 1921 kierownik jałanskiego kantonowego oddziału edukacji narodowej i wydziału rolnego, 1921-1922 studiował na Komunistycznym Uniwersytecie im. Swierdłowa, od 1922 do stycznia 1925 wykładowca i kierownik sekcji baszkirskiej obwodowej szkoły budownictwa sowieckiego i partyjnego. Od stycznia 1925 do grudnia 1926 sekretarz odpowiedzialny argajaszskiego kantonowego komitetu RKP(b)/WKP(b), od grudnia 1926 do sierpnia 1928 sekretarz kolegium partyjnego Baszkirskiej Obwodowej Komisji Kontrolnej WKP(b), od 10 stycznia 1930 do października 1937 przewodniczący Rady Komisarzy Ludowych Baszkirskiej ASRR. 15 marca 1935 odznaczony Orderem Lenina.
4 października 1937 aresztowany, następnie skazany na śmierć za "założenie kontrrewolucyjnej organizacji burżuazyjno-nacjonalistycznej" i rozstrzelany.